# Hans Jacobson
Hans Jacobson (Stockholm, 17 maart 1947 - Handen, 9 juli 1984) was een Zweeds schermer en modern vijfkamper.

## Carrière
Hans Jacobson won samen met Björn Ferm en Hans-Gunnar Liljenwall de zilveren medaille voor het team op de wereldkampioenschappen vijfkamp van 1967 in Jönköping. Opnieuw met Ferm en Liljenwall eindigde hij als derde in het ploegenklassement op de Olympische Spelen van 1968 in Mexico City. De bronzen medaille die zij hadden gewonnen werd echter al snel weer ingetrokken omdat Liljenwall de eerste atleet ooit was die bij een dopingtest van het IOC werd veroordeeld. Hij was gedotterd met 0,81 promille alcohol.
Daarna schakelde Jacobson alleen nog over op de degenscherm discipline van de Moderne Vijfkamp en won brons met het team op de Wereldkampioenschappen in Havana in 1969, en ook in Wenen in 1971. In 1973 won hij zilver in het individueel op de Wereldkampioenschappen in Gothenburg achter zijn landgenoot Rolf Edling. In 1974 en 1975 werd hij wereldkampioen bij de ploegen, beide keren voor het Duitse team.
Op de Olympische Spelen van 1976 in Montreal won hij goud met het team vóór het Duitse team, dat de individuele competitie had gedomineerd. Het is de enige gouden medaille voor Zweden in deze discipline tot nu toe.
In 1977 werd hij opnieuw wereldkampioen bij de teams. In 1978 won hij in Hamburg brons, zowel individueel als met het degen team. In 1980 nam hij opnieuw deel aan de Olympische Spelen van 1980 in Moskou en werd vijfde met het team.

## Resultaten

### Moderne vijfkamp op de Olympische Zomerspelen
| Jaar | Plaats      | Resultaten             |
| ---- | ----------- | ---------------------- |
| 1968 | Mexico-stad | 16e individueel · team |

### Schermen op de Olympische Zomerspelen
| Jaar | Plaats   | Resultaten             |
| ---- | -------- | ---------------------- |
| 1976 | Montreal | 9e degen degen team    |
| 1980 | Moskou   | 9e degen 5e degen team |

### Wereldkampioenschappen moderne vijfkamp
| Jaar | Plaats    | Resultaten |
| ---- | --------- | ---------- |
| 1967 | Jönköping | team       |

### Wereldkampioenschappen schermen
| Jaar | Plaats       | Resultaten         |
| ---- | ------------ | ------------------ |
| 1969 | Havana       | degen team         |
| 1971 | Wenen        | degen team         |
| 1973 | Göteborg     | degen              |
| 1974 | Grenoble     | degen team         |
| 1975 | Boedapest    | degen team         |
| 1977 | Buenos Aires | degen team         |
| 1978 | Hamburg      | degen · degen team |

1908: Alibert, Berger, Collignon, Gravier, Lippmann, Olivier, Stern ·
1912: H. Anspach, P. Anspach, Hennet, Ochs, Salmon, Willems ·
1920: Allocchio, Bozza, Canova, Costantino, Marrazzi, A. Nadi, N. Nadi, Olivier, Thaon di Revel, Urbani ·
1924:  Buchard, Ducret, Gaudin, Labatut, Liottel, Lippmann, Tainturier ·
1928:  Agostoni, Basletta, M. Bertinetti, Cornaggia-Medici, Minoli, Riccardi ·
1932: Buchard, Cattiau, Jourdant, Piot, Schmetz, Tainturier ·
1936: Brusati, Cornaggia-Medici, E. Mangiarotti, Pezzana, Ragno, Riccardi ·
1948: Artigas, Desprets, Guérin, Huet, Lepage, Pécheux ·
1952: Battaglia, F. Bertinetti, Delfino, D. Mangiarotti, E. Mangiarotti, Pavesi ·
1956: Anglesio, F. Bertinetti, Delfino, E. Mangiarotti, Pavesi, Pellegrino ·
1960: Delfino, E. Mangiarotti, Marini, Pavesi, Pellegrino, Saccaro ·
1964: Bárány, Gábor, Kausz, Kulcsár, Nemere ·
1968: Fenyvesi, Kulcsár, Nagy, Nemere, P. Schmitt ·
1972: Erdős, Fenyvesi, Kulcsár, Osztrics, P. Schmitt ·
1976: Edling, Von Essen, Flodström, Högström, Jacobson ·
1980: Boisse, Gardas, Picot, Riboud, Salesse ·
1984: Borrmann, Fischer, Heer, Nickel, Pusch ·
1988: Delpla, Henry, Lenglet, Riboud, Srecki ·
1992: Borrmann, Felisiak, Proske, Resnitstsjenko, A. Schmitt ·
1996: Cuomo, Mazzoni, Randazzo ·
2000: Mazzoni, Milanoli, Randazzo, Rota ·
2004: Boisse, F. Jeannet, J. Jeannet, Obry ·
2008: F. Jeannet, J. Jeannet, Robeiri ·
2016: Borel, Grumier, Jérent, Lucenay ·
2020: Kano, Minobe, Yamada, Uyama ·
2024: Koch, Andrásfi, Siklósi, Nagy